# グラスゴー (軽巡洋艦・初代)
グラスゴー (HMS Glasgow) は、イギリス海軍のタウン級の1隻。艦名はスコットランド南西部の都市グラスゴーに因む。この名を持つ艦としては6隻目にあたる。

## 艦歴
「グラスゴー」は1909年3月25日にゴーヴァンのフェアフィールド・シップビルディング・アンド・エンジニアリング・カンパニーで起工した。1909年9月30日に進水し、1910年9月に就役した。
第一次世界大戦の勃発時、「グラスゴー」は南アフリカ沿岸で活動していた。1914年8月16日にドイツ商船「カタリナ (SS Catherina)」を拿捕する。1914年11月1日、チリ沖で発生したコロネル沖海戦に参加。海戦では「グラスゴー」と装甲巡洋艦「グッド・ホープ」 、「モンマス」、仮装巡洋艦「オトラント」が、マクシミリアン・フォン・シュペー提督率いるドイツの装甲巡洋艦「シャルンホルスト」、「グナイゼナウ」、巡洋艦「ライプツィヒ」、「ドレスデン」、「ニュルンベルク」と交戦した。「グラスゴー」は「ライプツィヒ」と「ドレスデン」からの砲撃で5発の命中弾を受けた。ただし、その内3発は爆発しなかった。イギリス軍は「モンマス」と「グッド・ホープ」が撃沈され敗北した。
逃走に成功した「グラスゴー」は11月6日にはマゼラン海峡東端に到達し、まず修理のためリオデジャネイロに入港した。それからアブロルホス礁 (Abrolhos) で巡洋戦艦「インヴィンシブル」、「インフレキシブル」などと合流した。11月28日にイギリス艦隊はアブロルホス礁から出航し、フォークランド諸島へと向かった。
艦隊は12月7日にフォークランド諸島に到着。その翌日、シュペー艦隊がフォークランド諸島に現れフォークランド沖海戦が発生した。フォークランド攻撃を試みたドイツ艦隊は戦艦「カノーパス」からの砲撃を受けると攻撃を断念して逃走を開始した。フォークランドからは最初に「グラスゴー」が出撃し、続いて2隻の巡洋戦艦と装甲巡洋艦「ケント」、「カーナヴォン」、「コーンウォール」が出撃した。イギリス巡洋戦艦に追いつかれると「ライプツィヒ」、「ドレスデン」、「ニュルンベルク」の3隻が「シャルンホルスト」、「グナイゼナウ」から離れて逃走を始めた。それを「グラスゴー」は「ケント」、「コーンウォール」と共に追跡した。1時間の追跡の後「グラスゴー」は「ライプツィヒ」に追いつき戦闘を開始した。続いて「コーンウォール」も戦闘に加わり、「ライプツィヒ」は撃沈された。「ライプツィヒ」との交戦で「グラスゴー」は2発の命中弾を受け、死者1名負傷者4名を出した。海戦はイギリスの勝利に終わり、ドイツ側は「ドレスデン」以外すべて撃沈された。
逃走に成功した「ドレスデン」をイギリス軍は捜索した。1915年3月7日にチリ沖で「ケント」が「ドレスデン」と遭遇。その報せを受けて「グラスゴー」はファン・フェルナンデス諸島のマス島 (Más a Tierra) へ向かった。1915年3月14日、「グラスゴー」は「ケント」および仮装巡洋艦「オラマ」と共にカンバーランド湾 (Cumberland Bay) に入り、そこに停泊していた「ドレスデン」を攻撃した。攻撃を受けた「ドレスデン」は白旗を揚げ、「グラスゴー」へ士官を派遣。そして「グラスゴー」での交渉中に「ドレスデン」は自沈した。「ドレスデン」沈没後、「グラスゴー」の乗組員が溺れているブタを発見した。乗組員はブタを「ティルピッツ Tirpitz」と名付け、艦のマスコットとして1年間飼育した。その後ティルピッツはポーツマスのホエール島砲術学校で飼育された。

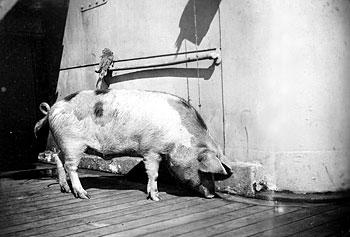
ブタのティルピッツ

「グラスゴー」は1915年に地中海に配属され、1917年にはアドリア海の第8軽巡洋艦戦隊に配属された。
戦後「グラスゴー」は短期間機関員の訓練艦任務に従事し、1922年に退役、1927年4月29日にスクラップとしてモーカムで売却された。
カナダのアルバータ州にあるグラスゴー山は本艦に因んで命名された。